# Camera di collisione
Le camere di collisione o celle di collisione sono strumenti che trovano impiego in spettrometria di massa e servono a eliminare o frammentare le specie chimiche desiderate.
Le specie chimiche possono essere eliminate o frammentate tramite reazioni chimiche, impatti tra molecole, impatti con le pareti della camera e altri metodi.
Sono costituite da una camera che può essere o meno riempita di un gas di collisione e/o sottoposte a potenziale elettrico.
Esempi di camere di collisione sono:
- la cella di reazione dinamica;
- il secondo quadrupolo nella configurazione a triplo quadrupolo in spettrometria di massa tandem.